# Lê Thụ, Tứ Bình
Lê Thụ (chữ Hán giản thể: 梨树县) là một huyện ở địa cấp thị Tứ Bình, tỉnh Cát Lâm, Cộng hòa Nhân dân Trung Hoa. Huyện này có diện tích 3900 ki-lô-mét vuông, dân số 800.000 người. Mã số bưu chính là 136500. Chính quyền huyện Lê Thụ đóng ở trấn Lợi Thụ. Về mặt hành chính, huyện Lê Thụ được chia thành 17 trấn, 14 hương.
- Trấn: Lợi Thụ, Quách Gia Điếm, Du Thụ Đài, Cô Gia Tử, Thạch Lĩnh Tử, Tiểu Thành Tử, Thái Gia, Mạnh Gia Lĩnh, Thập Gia Bảo, Lạt Lạt Điện, Lưu Gia Quán Tử, Vạn Phát, Đông Hà, Thái Bình, Trầm Dương, Tam Gia Tử, Lâm Hải.
- Hương: Lê Thụ, Đại Phòng Thân, Hạnh Sơn, Đổng Gia Sào Bảo, Bạch Sơn, Thắng Lợi, Đoàn Kết, Tuyền Nhan Lĩnh, Quách Gia Điếm, Hà Sơn, Kim Sơn, Tiểu Khoan. Song Hà, Tứ Khỏa Thụ.